# 묘안 증후군
묘안 증후군(猫眼症候群, cat-eye syndrome, CES)은 유전병의 일종으로, 염색체 22번의 단완과 장완 일부분이 3~4회 중복이 되어 일어난다. 눈 조직의 부분적 결손으로 이루어져 있다. 영향을 받는 눈의 조직은 홍채, 맥락막 그리고 망막이다. 경미한 표현에서부터 광범위한 임상 증상까지 증상의 범위가 매우 넓다. 발생 빈도는 약 50,000~150,000 명 중 1명꼴로 추정되지만, 앞서 제시된 이유 때문에 실제 빈도를 측정하기가 어렵다.

## 증상
- 항문 폐쇄증
- 선천적 심장 및 신장 결함
- 지적 장애 : 25% 정도에서 동반된다. 하지만 심한 경우는 드물다.

## 같이 보기
- 염색체
- 감수 분열
- 유전성 질환
- 다운 증후군
- 22번 염색체 삼염색체성(trisomy 22)